# Shurooq Amin
Shurooq Amin, née au Koweït en 1967, est une peintre et poétesse koweïtienne.

## Formation et diplômes
Shurooq Amin naît au Koweït en 1967, d'un père koweïtien et d'une mère syrienne. Elle est titulaire d'une licence en littérature anglaise, obtenue en 1988 à l'Université du Koweït, ainsi que d'une maîtrise en littérature moderne, obtenue l'année suivante à l'Université du Kent au Royaume-Uni. Elle effectue son doctorat en écriture créative au Warnborough College de l'Université de Canterbury qu'elle obtient en 2007 se spécialisant ainsi dans la poésie et l'art ékphrastique.
Elle est actuellement chargée de cours à l'Université du Koweït, où elle dirige une unité de langue anglaise.

## Œuvres

### Expositions de peintures
Depuis sa première exposition personnelle en 1992, Shurooq Amin explore en peinture les thématiques de la religion et de la sexualité pour en repousser les acceptations sociales et culturelles.
En 2009 et 2010, son exposition Society Girls s'est tenue au Koweït puis à Londres.
Son exposition de 2012 à la Galerie Al M, It's a Man's World, a été fermée trois heures après son ouverture par les représentants officiels de la ville de Koweït,, les autorités jugeant « pornographique » le contenu de l'exposition qui avait pour thématique les hommes des pays du Conseil de Coopération du Golfe. Selon Amin, deux œuvres ont dérangé les autorités : la première représentait trois hommes jouant aux cartes et « buvant un "jus de raisin" dans une bouteille qui suggérait de l'alcool de contrebande » et la seconde, My Mistress and Family, dépeignait un homme avec une femme en mini-robe sur ses genoux.
Son exposition de 2013, Popcornographic, s'est tenue à Dubaï et portait sur les tabous de la société du Moyen-Orient. En 2016, elle expose au Koweït une œuvre évoquant l'alcoolisme dans une série intitulée It's a Mad World (C'est un monde de fous). En 2020, son exposition Like Russian Dolls, we Nest in Previous Selves (Comme des poupées russes, nos vécus s'emboîtent à l'infini) est fermée une semaine après son ouverture dans la galerie Contemporary Art Platform.
Shurooq Amin est actuellement représentée par la Galerie Ayyam.

### Écriture et poésie
Shurooq Amin écrit aussi des nouvelles et des poèmes. Elle a publié, en 1994, son premier recueil de poèmes : Kuwaiti Butterfly Unveiled.
Ses écrits sont parus dans les revues littéraires Words-Myth, Etchings, Diode et Beauty / Truth.
Son poème le plus connu, Framboise Fig and Bronze Nude, a été nommé pour le Prix Pushcart en décembre 2007.